# Camille Spiess
Pour les articles homonymes, voir Spiess.
Camille Spiess, né le 13 mars 1878 à Genève et mort à Thônex le 26 mars 1965, est un écrivain philosophe et sexologue suisse, théoricien contesté de « l'androgénie » et de la « psycho-synthèse ».

## Parcours
Fils des genevois Charles Ami Spiess (1836-1895), médecin, et de Renée Charlotte née Demole (1844-1922), Camille Spiess épouse la 24 février 1921 Mina Rothlisberger. Il est le frère du poète Henry Spiess. Son autre frère, William Spiess, élève de Jules Déjérine,  s'est suicidé en 1904.
En 1903, il soutient une thèse de doctorat intitulée Recherches morphologiques, histologiques et physiologiques sur l'appareil digestif de la sangsue (Hirudo medicinalis L.) sous la direction du zoologue suisse Émile Yung.
Biologiste de formation, il oriente sa réflexion vers la philosophie et la sexologie, mélangeant psychologie, psychanalyse et philosophie, dans une bataille idéologique assez brouillonne, s'inspirant de la définition platonicienne de l’Éros.
Anarchiste individualiste de droite, ses idées philosophiques et sociales sont un mélange de racialisme, de psycho-sexualité et de nationalisme français. La double influence de Gobineau et de Nietzsche est omniprésente dans son œuvre. Il est l’auteur d'un essai apologétique intitulé La Vérité sur F. Nietzsche (1910) qui est une réponse à l’ouvrage de Pallarès, Le Crépuscule d’une idole qui s'inscrit contre le nietzschéisme de l’époque.
En 1917, Spiess se montre farouchement patriote du côté français et fustige l'impérialisme allemand tout en récupérant la conception gobinienne de la race : en 1918, dans un nouveau pamphlet, il prend la défense de Nietzsche, condamne le « machiavélisme de Bismarck », le « patriotisme matériel », la « folie nationale » et la « politique stérile » de l’Allemagne, son « esprit débile » et l’ « anarchie [de ses] valeurs intellectuelles ». Selon lui, Nietzsche avait discerné très tôt que l’Allemagne était une société en dégénérescence raciale, politique et culturelle, une société « judaïsée ». Dès lors, il fait montre d'un antisémitisme viscéral.
Spiess commet également de nombreux essais et articles sur l’homosexualité et se fait le théoricien de l’« androgénie » qu'il voyait comme le « troisième sexe », une expression en vogue depuis la fin du XIXe siècle, dérivée de sa lecture de Platon, un « concept » qui représentait selon lui le stade supérieur de l’humanité : « Le Troisième Sexe est la trinité de l’Homme parfait, qui est à la fois lui-même, sa femme et son fils ». En 1924, Spiess prend position dans la revue homosexuelle Inversions contre Magnus Hirschfeld qu'il connaissait pourtant et avec qui il avait correspondu, déclenchant une nouvelle polémique, d'autant que cette revue est sur le point d'être interdite.
Fortement contesté (par André Gide entre autres) à la fin des années 1920, il développe ensuite la théorie de la « psycho-synthèse », récupérant au passage le végétarisme, une forme d'occultisme, la pansexualité, ainsi que des éléments de zoologie propre à son maître Émile Yung. La plupart de ses livres tardifs ont été édités par ses soins aux éditions Athanor et principalement entre Nice et Lausanne.
«...Perché sur de hautes jambes, maigre à faire peur, avec on ne sait pas pourquoi un petit ventre pointu et gonflé, l'allure d'un pélican, ce Miess étudiant en médecine dans le civil, possédait, malgré sa tête d'ahuri laborieux, une dose égale de scepticisme et de belle humeur. Il gardait à la caserne l'expression de fœtus lunatique que lui valaient un front démesuré, des yeux hagards, un nez paradoxalement mince du haut, spongieux, bulbeux et gras du bas, une bouche aux lèvres minces aiguisée par une perpétuelle ironie, l'écartement enfin de deux oreilles pareilles aux anses d'une marmite. Il avait des boutades naïves et rusées. Ses emballements portaient sur la digestion des sangsues à propos de quoi il préparait tout un livre, sur la poésie de Sully Prudhomme, qu'il proclamait hermaphrodite psychique, sur sa mère qu'il disait folle et mômière protestante, sur les origines du troisième sexe, et sur les cabarets où l'on chahute. D'ailleurs le monde ne contenait plus de sensations ignorées par lui. Avec la patience, l'entêtement et la curiosité que Cyrille Miess apportait au laboratoire, Cyrille Miess avait disséqué une à une presque toutes les impressions passionnelles qu'il est donné à l'homme d'éprouver : expériences...
Cela, tranquillement, avant sa vingtième année. Il en résultait un averti et un inverti, usé par la noce et par les gosses, détraqué, mais amusant au possible avec son enthousiasme à rebours...».

## Écrits

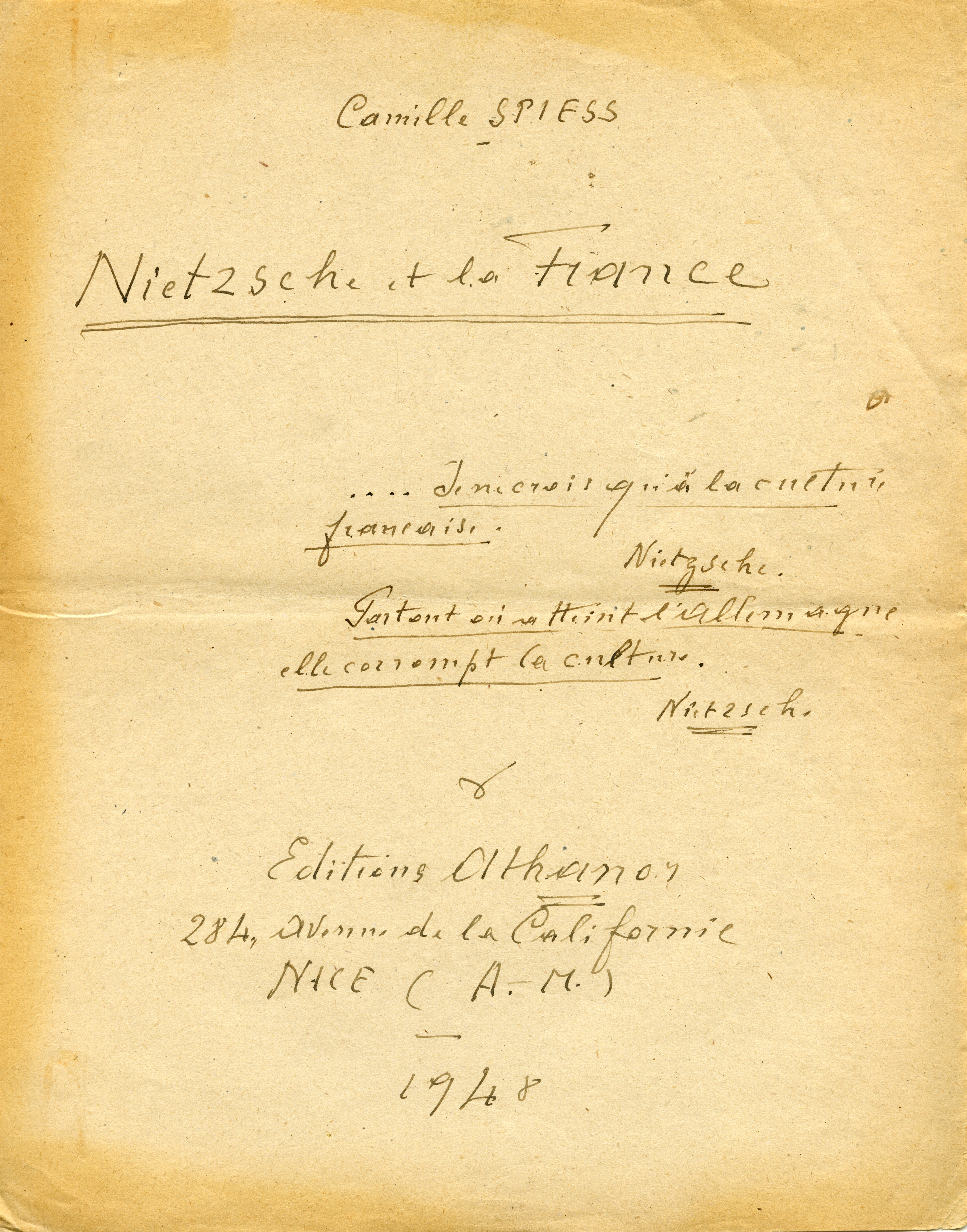
Camille Spiess, Nietzsche et la France (manuscrit autographe)

- L'idée et le fait en biologie : Quelques réflexions à propos de l'immortalité physiologique, Causerie scientifique, sn, 1901
- Lacaze-Duthiers : sa vie, son œuvre dans le Journal de Genève, 11 novembre 1901
- L'âme et le corps au point de vue bio-physiologique, Genève, Georg & Co., 1906
- Le penseur chez Sully Prudhomme, Paris : A. Messein, 1908
- Recherches sur l'évolution de la fonction digestive : avec quelques réflexions sur les progrès de la physiologie, Paris, Vigot Frères, 1909
- La Vérité sur Frédéric Nietzsche, lettre ouverte à M. de Pallarès à propos d'un ouvrage récent... [Le Crépuscule d'une idole. Nietzsche, Nietzschéisme, Nietzschéens.], Paris, A. Messein , 1910
- Impérialismes : la conception gobinienne de la race, sa valeur au point de vue bio-psychologique, Paris, E. Figuière & Cie, 1917
- Pédérastie et homosexualité, A. Messein, 1915 et 1917
- Nietzsche contre la barbarie allemande, Genève : Atar, 1919
- Les découvertes de Bunge dans la Feuille d'avis de Lausanne du 3 décembre 1920
- L'anthroposophie et les Mystères de Dornach, Éditions Liber, 1921
- Le Docteur Charles Spiess, Londres, Edition Infinito, 1922
- La Psycho-synthèse, Paris, A. Delpeuch, 1924
- Ainsi parlait l'homme, préfacé par Louis Estève, Paris, A. Delpeuch, 1924 Critique en ligne sur Gallica
- L'amour platonique : La Connaissance de Soi ou L'Homme normal, Éditions de l'en dehors, 1925
- Gobineau et sa philosophie, A. Delpeuch, Foyer végétalien, 1926
- Le sexe androgyne ou divin : essai psycho-synthétique sur la régénération de l'individu ou de la race, préfacé par Florian-Parmentier, Paris, Éd. du monde moderne, 1928
- Psycho-synthèse et occultisme, avec Louis Rigaud, A. Delpeuch, 1929
- L'inversion sexuelle : origine et signification, Éditions de l'en-dehors, 1930
- Mémoire sur la genèse des sexes et leur synthèse occulte, Colombes : Athanor, 1930
- L'Érotique, ou la Connaissance de soi, essai psycho-synthétique sur le rôle de l'érotique dans l'éducation du cœur humain et la formation de la personnalité humaine dans le Mercure de Flandre, août 1931, et Colombes, Athanor, 1931
- L'Éros de Platon et le problème de l'inversion sexuelle dans la Revue Méditerranéenne, décembre 1931
- Éros, ou l'Histoire physiologique de l'homme : essai psycho-synthétique, précédé d'une étude de St.-Ch. Waldecke, d'un essai bio-bibliographique et suivi d'une étude bio-cosmique de Mme Stein-Huch sur C. Spiess, Colombes, Athanor, Foyer d'études et d'action psycho-synthétiques, 1932
- Lettre ouverte à Romain Rolland sur le message de Gandhi, Colombes : Athanor, 1932
- Lettre ouverte à Panaït Istrati dans L'esprit français, 10 octobre 1933
- Mon corps éducateur dans La Grande Réforme, avril 1934
- Humanité et société, solution génétique de la crise mondiale par la magie de la race, la double évolution ou ma révolution éthique individuelle ou humaine, Athanor, 1936
- Initiation à la psycho-synthèse pratique, Paris : Vers l'Aurore, 1938
- Mon autopsie, éjaculations autobiographiques, Nice, Editions Athanor, 1938
- Nietzsche et Nice, Athanor, 1942
- Émile Yung et mon expérience pédagogique, Nice : Athanor, 1945
- L’Éducation du cœur, Nice, Centre de rénovation humaine, 1947
- Mon message, Nice, Athanor, 1948.
- Max Stirner, Athanor, 1949
- Toi ou moi, 1 + 1 = 1, Nice : Athanor, 1949
- Ma vie et la psycho-synthèse, préface de Miyajima, Lausanne, Athanor, 1950
- L’Énigme de l'homme. III. Ma révolution, Lausanne, Athanor, 1951
- Le professeur Yung et Alexis Lavanchy dans la Feuille d'avis de Lausanne du 8 février 1952
- La psycho-synthèse. La culture individuelle de la race. L'éducation du cœur. La connaissance de soi, Athanor, 1952
- Le problème religieux, Lausanne : Athanor, 1953
- Recherches sur la digestion des sangsues, Lausanne : Athanor, 1953
- Nietzsche et la France, Athanor, 1956
- Un savant du 20e siècle : Émile Yung, 1854-1918. Avec divers documents et une bibliographie des travaux scientifiques et littéraires, Athanor, 1961
- Le Rayonnement de Gobineau, s.e., 1961
- La psycho-synthèse dans Défense de l'homme, juin 1965

## Inédits
Rien que mon corps (1934). - La mort. - L'énigme du sang des Juifs (1944). - Mon silence : journal intime, 1938-1940 (1941). - L'homme invisible. - La voix du silence. - Ma fortune. - La prostitution. - Mon visage. - Le fils de l'homme. - Mon testament. - Un. - Mon alter ego. - La possession de soi. - Jean Lorrain. - Socrate et l'amour grec. - L'homme et la révolution ethnique. - Nietzsche et Gobineau. - La race, le crime et la paix. - Mon rêve éveillé. - Ma nudité. - La psycho-synthèse ethnique ou pédagogique (1943). - Annonciation.

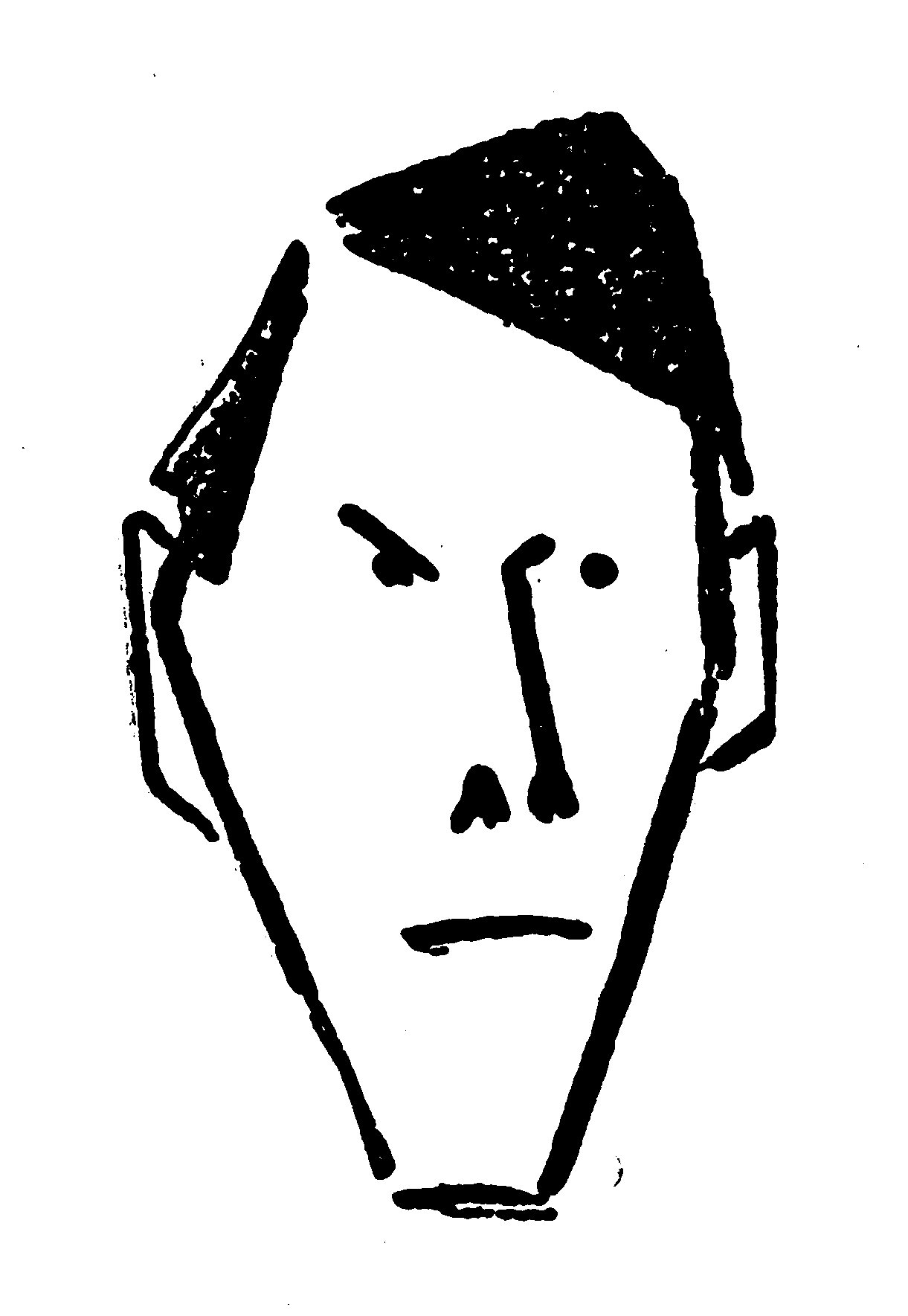
Camille Spiess - Charge anonyme